# Chuyện về chàng Vượng
Chuyện về chàng Vượng (tiếng Anh: Life Made Simple) là một bộ phim truyền hình thuộc thể loại hài kịch hiện đại dài 32 tập được thực hiện bởi đài TVB Hồng Kông vào tháng 10 năm 2005. Bộ phim đã mang lại thành công cho nam diễn viên chính Quách Tấn An nhờ vai diễn chàng A Vượng. Chuyện về chàng Vượng cũng là một trong số những chương trình được thực hiện nhằm kỷ niệm 38 năm ngày thành lập TVB. Bộ phim đã được khán giả xem đài bình chọn với số điểm cao nhất trong thời gian phát sóng tại Hồng Kông.
Đây là phiên bản hiện đại của bộ phim cổ trang được thực hiện năm 2002 mang tên Đôi đũa lệch (戇夫成龍). Các diễn viên chính của bộ phim bao gồm Quách Tấn An, Tuyên Huyên, và Đường Ninh, phiên bản mới của phim còn có thêm các diễn viên Tần Bái và Huỳnh Tông Trạch. Năm 2008, Đài Truyền hình Việt Nam (VTV) đã mua bản quyền bộ phim này và phát sóng trên một số kênh của đài. Cũng trong năm 2008 Đài truyền hình Vĩnh Long (THVL1) cũng đã phát sóng phim này lúc 8:30 sáng, ngày 10/11/2008 với tựa đề phim được dịch Chuyện về chàng Vượng.

## Tóm tắt phim
Đinh Thường Vượng là một chàng trai mắc bệnh kém trí bẩm sinh, tuy đã xấp xỉ 30 tuổi nhưng tính nết của anh lại ngây ngô một đứa trẻ lên 7, chính vì điều này mà cha anh - Chung Cẩm Vinh đã nhẫn tâm bỏ rơi 2 mẹ con anh. Thường Vượng sống với mẹ của mình tại một khu phố nghèo tên là Thường Vượng Đội, anh ta rất hiếu thảo với mẹ của mình cũng như tốt bụng với mọi người xung quanh.
Khi còn nhỏ, anh thường bị mọi người trêu chọc nhưng mẹ của anh ta đã làm tất cả để bảo vệ đứa con trai của mình. Một lần bị bắt nạt, Thường Vượng được Kỳ Phụng bảo vệ, kể từ đó 2 người rất thân thiết với nhau, họ thường chơi một trò chơi mà người chồng là Vượng và Phụng là vợ. Đó là lý do tại sao Thường Vượng lại gọi Kỳ Phụng với cái tên rất ngộ nghĩnh là "Vợ bé nhỏ". Một ngày kia, Phụng nói cho Vượng biết rằng cô sẽ phải sang Hoa Kỳ để du học trong 4 năm. Vì giúp cô hoàn thành tâm nguyện nên anh đã đem hết tiền dành dụm làm đám cưới để cho cô đi học và vẫn đợi chờ Kỳ Phụng.
Bốn năm sau, Phụng tốt nghiệp trở về Hồng Kông và được nhận vào làm việc tại một tập đoàn lớn có tên là Chung thị, Thường Vượng vì muốn bảo vệ Phụng nên anh cũng xin vào làm ở công ty này, điều hành Chung thị là tổng giám đốc Chung Cẩm Vinh và con trai ông ta Chung Tử Thông. Không lâu sau, Chung Cẩm Vinh nhận ra Thường Vượng chính là đứa con riêng của ông và bắt đầu quan tâm đến Thường Vượng. An Kỳ, người em họ của Kỳ Phụng, người đã cùng trờ về Hồng Kông với cô từ Hoa Kỳ đã phải lòng Tử Thông. Nhưng Tử Thông lại yêu Kỳ Phụng. Phụng cảm thấy người có thể làm cho cô hạnh phúc là Thường Vượng nhưng lại băn khoăn khi lựa chọn giữa Tử Thông và Vượng...

## Vai diễn

### Nhân vật chính
| Diễn viên             | Vai diễn                           | Vai trò |

Lý Tiếu hảo (từ trái sang) - Kỳ Phụng và Thường Vượng trong một cảnh phim

| Quách Tấn An          | Đinh Thường Vượng (A Vượng) 丁常旺 | 30 tuổi Con của Đinh Tú Liên và Chung Cẩm Vinh Bạn trai của Hoàng Kỳ Phụng Anh cùng cha khác mẹ của Chung Tử Thông                                                   |
| Tuyên Huyên           | Hoàng Kỳ Phụng (Catherine) 黃奇鳳  | Bạn gái của Đinh Thường Vượng Bạn gái cũ của Chung Tử Thông Chị họ của An Kỳ                                                                                         |
| Lư Uyển Nhân (盧宛茵) | Đinh Tú Liên 丁秀蓮                | Mẹ của Đinh Thường Vượng Vợ cũ của Chung Cẩm Vinh Người yêu của Đường Phước Thụy                                                                                     |
| Tần Bái               | Chung Cẩm Vinh 鍾錦榮              | Tổng giám đốc Chung thị Cha của Đinh Thường Vượng và Chung Tử Thông Chồng cũ của Đinh Tú Liên Chồng của Tống Mỹ Luân                                                 |
| Đường Ninh            | An Kỳ 安琪                         | Em họ của Hoàng Kỳ Phụng Bạn gái của Chung Tử Thông |
| Huỳnh Tông Trạch      | Chung Tử Thông (Michael) 鍾子聰    | Giám đốc điều hành Chung thị Em cùng cha khác mẹ với Định Thường Vượng Bạn trai cũ của Hoàng Kỳ Phụng Bạn trai của An Kỳ Con trai của Chung Cẩm Vinh và Tống Mỹ Luân |
| Tào Vĩnh Liêm         | Lạc Cừ Thành 洛渠成                | Bạn của Chung Tử Thông |
| Hứa Thiệu Hùng        | Đường Phước Thụy 唐福瑞            | Ông chủ tiệm chè Người yêu của Đinh Tú Liên |
| Thang Doanh Doanh     | Lý Tiếu Hảo 李笑好                 | Nhân viên phục vụ tiệm chè Bạn của Đinh Thường Vượng Người yêu của Lâm Tân                                                                                           |

### Nhân vật phụ
| Diễn viên             | Vai diễn                       | Vai trò                                                 |
| La Quán Lan (羅冠蘭)  | Hà Lệ Sa 何麗莎                | Vợ của Hoàng Tiểu Long Mẹ của Hoàng Kỳ Phụng            |
| Tần Hoàng (秦煌)      | Hoàng Tiểu Long 黃小龍         | Tài xế xe Bus Chồng của Hà Lệ Sa Cha của Hoàng Kỳ Phụng |
| Quách Phong (郭鋒)    | Lý Uy 李威                     | Cha của Lý Tiếu Hảo                                     |
| Lý Gia Thanh (李家聲) | Lâm Tân 林賓                   | Nhân viên phục vụ quán chè Người yêu của Lý Tiếu Hảo    |
| Trần Tú Châu          | Tống Mỹ Luân 宋美綸            | Vợ của Chung Cẩm Vinh Mẹ của Chung Tử Thông             |
| Tăng Vĩ Quyền         | Tống Trí Hoán (Charles) 宋智煥 |                                                         |

## Giải thưởng
- Quách Tấn An lần thứ 2 đoạt giải "Diễn viên chính xuất sắc nhất", giải thưởng cho vai diễn của anh với vai Đinh thường Vượng, tại giải TVB Anniversary Awards lần thứ 38 trong năm 2005.
- Thang Doanh Doanh đoạt giải "Nữ diễn viên phụ xuất sắc nhất" cho vai Lý Tiếu Hảo. Trong bộ phim này, cô đã khiến mọi người rất ấn tượng khi hóa thân vào một cô phục vụ bàn xấu xí nhưng tốt bụng và chân thành.

## Viewership ratings
|   | Tuần                               | Tập phim | Điểm trung bình | Điểm cao nhất | Chú thích |
| - | ---------------------------------- | -------- | --------------- | ------------- | --------- |
| 1 | 24 tháng 10 - 28 tháng 10 năm 2005 | 1 — 5    | 30              | —             | [ 4 ]     |
| 2 | 31 tháng 10 - 4 tháng 11 năm 2005  | 6 — 10   | 32              | 34            | [ 5 ]     |
| 3 | 7 tháng 11 - 11 tháng 11 năm 2005  | 11 — 15  | 33              | 37            | [ 6 ]     |
| 4 | 14 tháng 11 - 18 tháng 11 năm 2005 | 16 — 20  | 34              | 36            | [ 7 ]     |
| 5 | 21 tháng 11 - 25 tháng 11 năm 2005 | 21 — 25  | 34              | 37            | [ 8 ]     |
| 6 | 28 tháng 11 - 2 tháng 12 năm 2005  | 26 — 30  | 34              | 37            | [ 9 ]     |
| 7 | 5 tháng 12 - 6 tháng 12 năm 2005   | 31 — 32  | 41              | 43            | [ 1 ]     |